# Industrial Ethernet

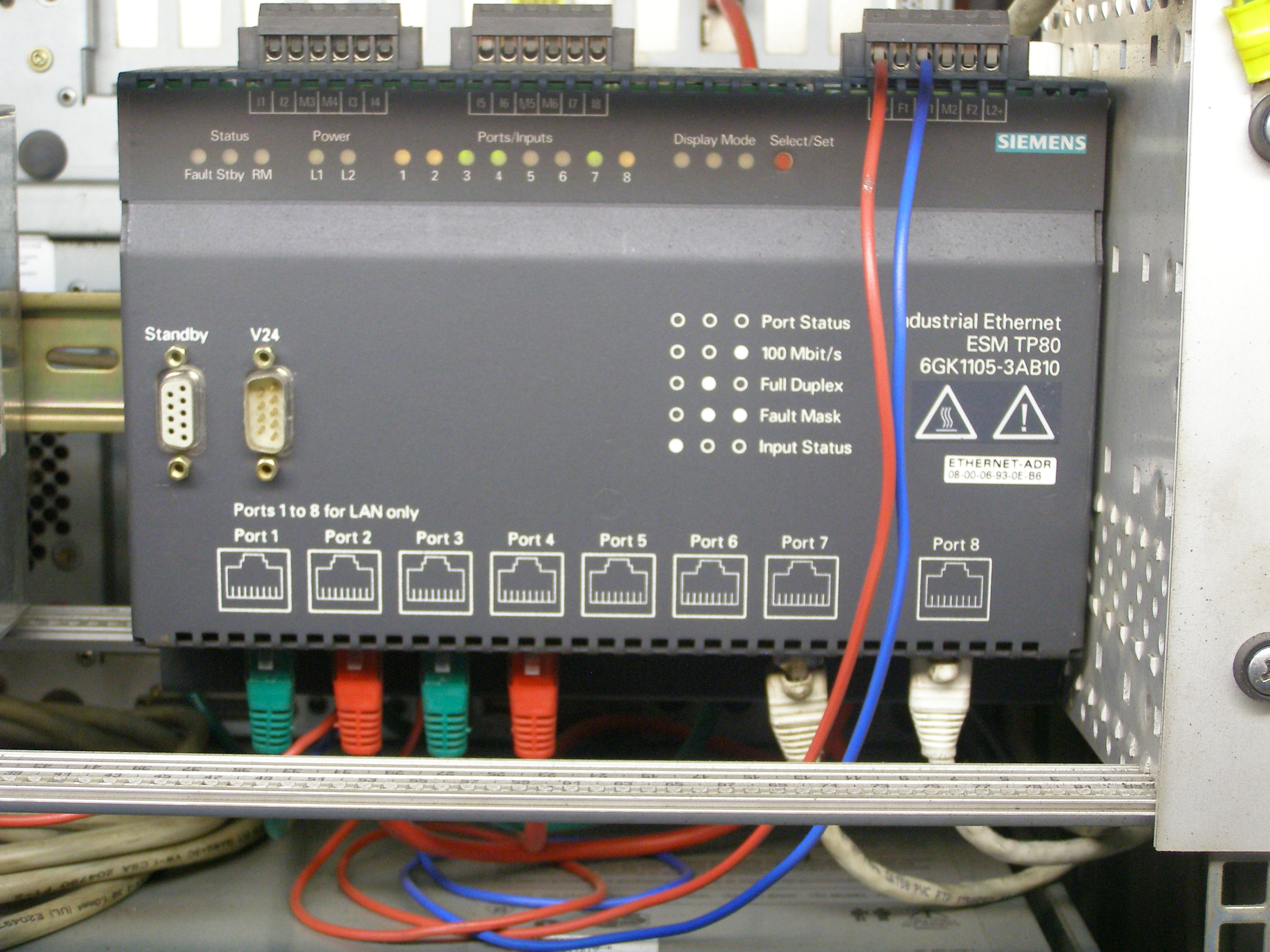
Siemens ESM TP80 (6GK1105-3AB10) — 8-портовий (RJ45) концентратор для технології Industrial Ethernet

Industrial Ethernet (промисловий Ethernet) — це назва стандартизованого варіанту мережевого протоколу Ethernet, адаптованого з метою застосування у промислових умовах для автоматизації та керування технологічними процесами.

## Основні завдання промислового Ethernet
У цьому стандарті застосовано низку модифікацій з метою адаптації Ethernet-протоколу для потреб виробничих процесів, щоб забезпечити керування процесами у реальному часі. Останнім часом є одним з найпопулярніших протоколів на базі якого будуються промислові мережі.
Існує ціле сімейство протоколів, що у різному ступені модифікують стандартний стек TCP/IP, додаючи до нього додатково:
- функції синхронізації;
- нові алгоритми мережевого обміну;
- діагностичні функції;
- алгоритми самокорекції.

Канальний і фізичний рівні моделі OSI від Ethernet при цьому залишаються незмінними, що дозволяє використовувати протоколи реального часу в існуючих мережах Ethernet на базі використння стандартного мережевого обладнання.
З використанням цього протоколу можуть бути сполучені і забезпечувати інформаційну взаємодію засоби автоматизації для різних етапів технологічного процесу та від різних виробників. Промисловий Ethernet зазвичай використовується для обміну даними між програмованими контролерами та системами людино-машинного інтерфейсу, рідше для обміну даними між контролерами і значно рідше, для підключення до контролерів віддаленого обладнання (давачів чи виконавчих механізмів).

## Вимоги до обладнання
Компоненти, що працюють за протоколом Industrial Ethernet, повинні бути адаптовані для роботи в суворих умовах екстремальних температур, вологості та вібрацій, які перевищують діапазони для ІТ-обладнання, призначеного для встановлення в контрольованих умовах.
При використанні систем автоматизації в неопалюваних приміщеннях чи поза приміщеннями, вимагається ширший температурний діапазон роботи обладнання від-400C до 700C. Тому, офісне Ethernet устаткування не відповідає вимогам промислової автоматизації. Більше того, вимоги щодо сертифікації промислового обладнання, найчастіше є унікальними і мають свої галузеві особливості.
Устаткування для промислового Ethernet обов'язково повинно пройти випробування на електромагнітну сумісність відповідно до вимог IEC 61000-4, IEEE C37.90. Випрбування на вібрацію IEC 60255-21 і захист від попадання вологи чи сторонніх часток IEC 60529, NEMA 6 (IP67) і т. д.
Серед галузевих стандартів та сертифікатів варто відзначити вимогу на відповідність стандарту IEC 61850-3 (Мережі і системи зв'язку на підстанціях IEC 61850-3), сертифікат Germanischer Lloyd (GL) або DNV, стандарти на вибухобезпечність UL1604 (ATEX) і багато інших.

## Канали зв'язку
У залежності від вимог, що ставляться до мережі Industrial Ethernet, для передачі даних можуть використовуватися різні види каналів зв'язку.

### Канали зв'язку на основі витих пар
FC TP (Fast Connect twisted pair — вита пара для швидкого монтажу) — ідеальний варіант організації каналів зв'язку для офісних застосувань, розширюваний на застосування в промислових умовах. Підключення до мережевих версій сайту може здійснюватися через роз'єм RJ45. Завдяки спеціальному виконання кабелю (FC) тривалість монтажу ліній зв'язку може бути істотно скорочено.

### Канали зв'язку на основі промислових витих пар
Промислові виті пари (ITP — Industrial Twisted Pair) дозволяють створювати електричні канали зв'язку з підключенням через з'єднувачі D-типу. Довжина лінії зв'язку може досягати 100 м.

### Оптичні канали зв'язку
Оптичні канали зв'язку є оптимальним рішенням для побудови резервованих кільцевих топологій мережі. Такі канали зв'язку виконуються оптоволоконним кабелем. Оптичні канали зв'язку не зазнають впливу електромагнітних полів і не вимагають використання додаткової ізоляції.

### Бездротові канали зв'язку
Бездротові канали зв'язку використовуються для побудови локальних обчислювальних мереж, що працюють в частотному діапазоні 2.4 ГГц. Компоненти бездротових мереж відповідають вимогам стандарту IEEE 802.11b і забезпечують можливість передачі даних зі швидкістю 1…11 Мбіт/с. Доступ через бездротові канали до локальної мережі Industrial Ethernet здійснюється через модулі RLM (Radio Link Module).

### Комбіновані системи
При необхідності в рамках однієї мережі Industrial Ethernet можуть використовуватися різні види каналів зв'язку. Узгодження різних видів каналів зв'язку між собою, що працюють з різними швидкостями передачі (10/100) забезпечують Industrial Ethernet Switches та медіаконвертери.

## Приклади реалізації промислового Ethernet

### EtherCAT (Ethernet for Control Automation Technology)
EtherCAT  — є відкритою Ethernet-мережею розробки фірми Beckhoff. Протокол забезпечує обмін інформацією в режимі реального часу у мережі на основі витої пари чи волоконно-оптичних засобів та підтримує різноманітні топології. Цей стандарт підтримується EtherCAT Technology Group, що має 168 компаній-членів. Специфікація протоколу EtherCAT доступна лише членам організації.

### Profinet
Profinet  — стандарт промислового Ethernet, що визначається стандартами IEC 61158 та IEC 61784, розроблений і опублікований організацією PROFIBUS International і розвивається компанією Siemens AG і Profibus User Organization. Він регламентує вимоги до устаткування і побудови мережі для передачі даних із швидкістю 100 Мбіт/с в умовах підвищених температурних, механічних і електромагнітних впливів. Дана специфікація дозволяє працювати з такими системами промислових комунікацій: Profibus, Interbus, Devicenet. Взаємодію цих мереж з Profinet забезпечують спеціальні пристрої шлюзування (proxy).
Для конфігурування і діагностики в Profinet використовують протоколи TCP/IP та UDP.
Стандарт Profinet визначає топологію мережі, вимоги до з'єднувачів і прокладки кабелю. Виробники устаткування отримали єдині вимоги для інтерфейсів, а кінцеві користувачі  — простий монтаж мережі.

### Modbus TCP
Modbus TCP  — підтримується Schneider Automation, на основі Modbus-протоколу, що добре зарекомендував себе і який будується поверх протоколу TCP/IP стандартних мереж Ethernet.
Протокол Modbus розроблений фірмою Modicon (в даний час належить компанії Schneider Electric) для використання в її контролерах з програмованою логікою. Вперше специфікація протоколу була опублікована в 1979 році. Це був відкритий стандарт, що описує формат повідомлень і способи їх передачі в мережі, котра складається з різних електронних пристроїв.
Спочатку контролери Modicon використовували послідовний інтерфейс RS-232. Пізніше став застосовуватися інтерфейс RS-485, так як він забезпечував вищу надійність і дозволяв використовувати довші лінії зв'язку та підключати до однієї лінії декілька пристроїв.
Останньою модифікацією протоколу для передачі даних по мережах Ethernet поверх TCP/IP став Modbus TCP.

### Ethernet Powerlink
Ethernet Powerlink  — це Ethernet-протокол, що працює в режимі реального часу, який поєднує в собі концепцію CANopen з Ethernet-технологіями. Ethernet Powerlink Standardization Group (EPSG) є відкритою асоціацією промислових виробників, науково-дослідних інститутів та кінцевих користувачів в галузі розробки технологій режиму реального часу для Ethernet.
EtherNet/IP є промисловим стандартом мереж, що використовує такі переваги комерційного Ethernet, як серійні апаратні засоби зв'язку та фізичні носії. IP розшифровується як «Industrial Protocol». Цей протокол підтримують ControlNet International (CI), Industrial Ethernet Association (IEA) і Open DeviceNet Vendor Association (ODVA).